# Metopoceras delicata
Metopoceras delicata är en fjärilsart som beskrevs av Otto Staudinger 1897. Metopoceras delicata ingår i släktet Metopoceras och familjen nattflyn. Inga underarter finns listade i Catalogue of Life.